# 伏見宮邦忠親王
伏見宮邦忠親王（ふしみのみや くにただしんのう）は、江戸時代の皇族。世襲親王家の伏見宮第16代当主。伏見宮貞建親王の第1王子。幼称は、阿古宮。
寛保2年（1742年）桜町天皇の猶子となり、翌寛保3年（1743年）10月親王宣下を蒙り、邦忠と命名される。同年11月元服し、上野太守に任ぜられる。延享2年（1745年）三品に叙され、寛延2年（1749年）二品に叙せられる。宝暦4年（1754年）父宮貞建親王の薨去に伴い、宮家を相続する。翌宝暦5年（1755年）兵部卿となり、宝暦9年（1759年）5月一品に叙せられるが、同年6月2日薨去。享年29。法名、円定明院。